# 光叶美蔷薇
光叶美蔷薇（学名：Rosa bella var. nuda）为蔷薇科蔷薇属下的一个变种。

## 扩展阅读
- 維基物種上的相關：光叶美蔷薇